# 吉永せいな
吉永 せいな（よしなが せいな、1997年6月26日 - ）は、日本のグラビアアイドルである。
兵庫県出身。マーブル所属。

## 略歴
小学生のころから活動し、2009年、DVD『それいけ!! せいなッつ!!』により、デビュー。
2011年4月、2枚目のDVD『One way love』をリリース。同年7月には、3枚目のDVD『Love peach』をリリースした。この作品の仕上がりについては「今回は『元気よく』がテーマ。ジャケットのシーンがいちばん元気です」と語っている。
2012年3月、DVD『ドキュ〜ン!』をリリースした。

## 人物
- 目標とする女優には上戸彩を挙げている[7]。

## 作品

### DVD
- それいけ!! せいなッつ!!（2009年5月、海王社）
- One way love（2011年4月、オルスタックピクチャーズ）
- Love peach（2011年7月、スパイスビジュアル）
- Pure smile（2011年12月、竹書房）
- ドキュ〜ン!（2012年3月、彩文館出版）
- みらくる せいな（2012年6月、オルスタックピクチャーズ）